# Suillia vaginata
Suillia vaginata – gatunek muchówki z rodziny błotniszkowatych.
Gatunek ten opisany został w 1862 roku przez F. Hermanna Loewa jako Helomyza vaginata.
Muchówka o ciele długości od 4,5 do 6 mm. Tułów jej cechują: brak szczecinek barkowych, nagie pteropleury i mezopleury, obecność włosków zatarczkowych oraz cienko owłosiona dolna część tarczki i całkowicie owłosiony jej dysk. Skrzydła odznaczają się nieprzyciemnionymi żyłkami poprzecznymi i podłużnymi. Przednia para odnóży ma piąty człon stopy powiększony i dłuższy niż dwa poprzednie razem wzięte. Samiec ma symetryczne edyty w nasadowej części zaopatrzone w skierowany ku przodowi guzek o szerokości większej niż wierzchołek edytu. Samica odznacza się siódmym tergitem odwłoka półtora raza dłuższym niż szósty.
Owad znany z Andory, Wielkiej Brytanii, Francji, Belgii, Niemiec, Danii, Szwecji, Norwegii, Finlandii, Szwajcarii, Austrii, Włoch, Polski, Białorusi, Czech, Słowacji, Węgier i Rosji po Syberię.